# Bjurholm (đô thị)
Đô thị Bjurholm (Bjurholms kommun) là một đô thị ở hạt Västerbotten, ở phía bắc Thụy Điển, thủ phủ của nó ở Bjurholm.
Đô thị này có diện tích 1316,9 km². Trong dân số 2695 người có 1397 nam giới và 1298 nữ giới. Mật độ dân số là 2 người/km².
Đô thị hiện nay có địa giới như đô thị được thành lập theo hệ thống đô thị được thiết lập năm 1863 ở Thụy Điển. Tuy nhiên, giữa giai đoạn 1974 và 1982, đô thị này thuộc Vännäs (đô thị). Năm 1983, Bjurholm được tách ra và trở thành đô thị có ít dân nhất trong các đô thị Thụy Điển, hiện dân số đang giảm dần. Đô thị này có ít tội phạm được báo cáo nhất, với 36 vụ tội phạm năm 2001.